# محمد حسن أحمدي فقيه
آية الله ميرزا محمد حسن أحمدي فقيه (الفارسية: ميرزا محمد حسن احمدى فقيه) (وُلد عام 1951 - توفي في 28 آب 2010) كان مرجعًا مسلمًا شيعيًا اثني عشريًا إيرانيًا.
درس في الحوزات العلمية في مدينة قم الإيرانية على يد آية الله العظمى محمد رضا الكلبايكاني ومحمد علي الأراكي. كان زوج المجتهدة والفقيهة المسلمة الشيعية زهرة صفتي.

## طالع أيضًا
- قائمة المراجع
- قائمة المراجع المتوفين[الإنجليزية]

## ملحوظات
1. ↑  آيت الله احمدى فقيه یزدی دار فاني را وداع گفت نسخة محفوظة 2016-03-03 على موقع واي باك مشين.
2. ↑  "آیت الله احمدى فقیه یزدی به لقاء الله پیوست". مؤرشف من الأصل في 2010-09-01. اطلع عليه بتاريخ 2010-08-31.
3. ↑  Official Website نسخة محفوظة 2010-02-09 على موقع واي باك مشين.
4. ↑  in Persian نسخة محفوظة 2010-07-06 على موقع واي باك مشين.

## روابط خارجية
- الموقع الرسمي